# Base Petrel
La Base Conjunta Antártica Petrel o base Petrel es una estación científica de la Antártida perteneciente a la República Argentina. Sus coordenadas son 63°28′S 56°17′O / -63.467, -56.283 y se ubica sobre rocas a 18 m s. n. m. al pie del glaciar Rosamaría en la rada Petrel, punta Bajos del cabo Welchness de la isla Dundee en el archipiélago de Joinville. En 2013 comenzó un plan de 10 años para reconvertirla en una base permanente. En la campaña antártica 2021-2022 la base fue restablecida como permanente.
La temperatura media de las islas donde se encuentra la base Petrel, es de -7,1 °C, mientras que las marcas más extremas registraron de máxima 10,3 °C el 14 de marzo de 1967, y de mínima, -32 °C el 15 de mayo de 1969.
La infraestructura de la base cuenta con 3600 m² bajo techo, área logística de 1200 m² y 25 camas. Cuenta para transporte: 2 Zodiac con motor fuera de borda y 1 camión todo terreno de 1.5 ton.

## Historia
Su origen fue el refugio naval Petrel instalado en diciembre de 1952 por la Armada Argentina para realizar tareas de verano y como depósito de combustible. A principios de la década de 1960 consistía de una construcción principal de madera de 5 m x 6 m, un depósito de combustible y otra construcción usada como almacén que contenía un generador eléctrico, una estación de radio y provisiones para tres personas durante tres meses. El refugio fue usado durante los veranos de 1952 a 1962 para realizar observaciones meteorológicas. Observaciones sobre el nivel del mar y estudios gravimétricos fueron realizados en el verano de 1957-1958.
Durante la Campaña Naval Antártica 1966-1967 se amplió la pista aérea existente convirtiéndola en una de 850 m de largo por 40 m de ancho. El transporte ARA Bahía Aguirre desembarcó los materiales con los que se construyó la casa principal, la de emergencia, un hangar metálico de 43,3 x 25 metros, un galpón, una usina, balizas, antenas, taller y otras construcciones menores. Por decreto n.º 4684 del 23 de diciembre de 1966 la base fue denominada destacamento aeronaval Petrel e inaugurada el 22 de febrero de 1967. También se la conoció como estación aeronaval Petrel. Su primera dotación estuvo al mando del teniente de corbeta Eduardo Figueroa, con un médico, un civil, 2 cabos primeros y dos cabos segundos. La base quedó dotada de aviones Beaver, Twin Otter y Hiller Porter.
En agosto de 1971 fue el punto de partida del rescate aéreo de un herido y un enfermo de la base británica Fossil Bluff.
En 1972 pasó a denominarse destacamento naval antártico Petrel. Un incendio en el invierno de 1974 obligó a su evacuación, reactivándosela en el verano siguiente. En febrero de 1978 pasó a ser una base temporaria de verano. En la década de 1990 su nombre fue modificado al actual.

### Base logística permanente
El 16 de diciembre de 2013, el ministro de defensa Agustín Rossi anunció que la base sería reinaugurada para convertirla en una base operativa durante todo el año. Los trabajos de acondicionamiento se realizaron en las campañas de verano de 2014-2015, 2015-2016 y 2016-2017 y continuarán en las siguientes campañas.

Este año tomamos la decisión de reabrir una nueva base: la Petrel, que desde la mirada del Estado Mayor Conjunto estará operativa todo el año como base permanente. Tiene dos pistas de aterrizaje y un conjunto de infraestructura logística que queremos aprovechar fuertemente.

De acuerdo al Plan Anual Antártico 2017 el 20 de diciembre de 2013 pasó a denominarse como base antártica integrada permanente de apoyo logístico Petrel.
La futura base conjunta logística Petrel será una base logística de transferencia de pasajeros y de cargas para el Programa Antártico Argentino y programas de otros países y buques turísticos. Para ello se desarrollará un muelle y dos pistas de aterrizaje de 1800 y 1300 m respectivamente y la recuperación de hangares y otras estructuras para conectarla con Ushuaia. La dotación de la base estará integrada por personal de las 3 fuerzas armadas y científicos y se espera que el aeródromo esté operativo durante todo el año como alternativa a la base Marambio, en la que las operaciones se ven dificultadas por la nubosidad y la poca longitud de las pistas. El plan de conversión de la base Petrel es de 10 años por lo que en la campaña de verano 2016-2017 la dotación de la base permaneció entre diciembre de 2016 y marzo de 2017 y para la campaña 2017-2018 el Plan Anual Antártico 2018 estipula una ocupación de la base por solo 75 días. Inicialmente se trabaja para que puedan operar desde la base los helicópteros MI-117 E que, exceptuando a la base Belgrano II, podrían alcanzar desde Petrel todas las otras bases argentinas en la Antártida.
El 9 de diciembre de 2021 se realizó la apertura de la Base Conjunta Antártica Petrel con el arribo del rompehielos ARA Almirante Irízar. La base conjunta está compuesta de efectivos del Ejército y de la Armada. Una dotación de 18 personas pasará el invierno 2022 en la base haciendo reparaciones en el lugar. Se prevé la construcción de una pista principal de 1800 metros de largo y otra secundaria de 1300 en las que puedan operar aviones Hércules C-130, además de un muelle. Se construirá también una nueva casa habitable con capacidad para alojar a 60 personas cuyo proyecto fue realizado por la empresa DEMPRO SAS y cuyo Director Técnico fue el Ingeniero Alejandro Sauchelli, y tres laboratorios científicos, una planta de tratamiento de líquidos cloacales, una de potabilización de agua y una casa de emergencias con capacidad para 60 personas que pueda alojar al personal en tránsito si es necesario. Habrá también una terminal de cargas de grandes dimensiones que también pueda funcionar como salón de usos múltiples, gimnasio, cancha de fútbol, etc. En el hangar se prevé mantener uno o dos helicópteros y un avión Twin Otter. Esta previsto que la base esté operativa completamente para el verano de 2026.